# Друга битка на Ени
Друга битка на Ени је највећа битка Нивелове офанзиве у Првом светском рату. То је била битка између француске и немачке војске на реци Ени од 16. априла до 9. маја 1917. Завршила се катастрофално и за француску војску и њеног команданта Робера Нивела. После те битке главни терет офанзивних напора на Западном фронту подузима британска војска.

## Позадина
Када је Робер Нивел заменио Жозефа Жофра и постао врховни командант француске војске уверавао је да ће масивни напад на немачке линије Французима донети победу. Веровао је да су Немци довољно искрварили у Верденској бици и бици на Соми да би могли пружити ефикасну дуготрајну одбрану, посебно у случају великог напада којим би им Британци скренули пажњу. Француски начелник генералштаба Анри Петен, француски министар рата и британски главнокомандујући Даглас Хејг нису се слагали са тим планом. Међутим француски председник владе Аристид Бријан је подржао Нивела. Министар рата је дао оставку у знак протеста.
Нивелова офанзива је требало да буде огромна операција са 1,2 милиона војника и 7.000 топова на широком фронту између Роја и Ремса. Главни циљ масовног напада су немачке позиције на реци Ени. По плану продор је требало постићи за 48 сати. План се развијао од децембра 1916. и током његова развоја дешавала су се и кашњења и цурење информација. До тренутка почетка офанзиве 16. априла 1917. Немци су знали за детаље плана, па су могли припремити одговарајућу одбрану.

## Битка
Најпре су Британци започели напад и битку код Араса и битку код избочине Вими од 9. априла до 16. априла 1917, којом су настојали одвратити пажњу Немаца.
Французи су 16. априла започели битку на Ени широким нападом на 80 километара фронта са 19 дивизија 5. и 6. армије. Напад је извршен од Соасона до Ремса. Пошто се немачка 7. армија под командом фон Бема налазила на узвишењима на обали реке Ене нису имали много проблема да задрже своје положаје. Првога дана битке Французи су имали 40.000 жртава и изгубили су 76 тенкова. Нивелова техника пузећег баража била је лоше изведена, тако да није добро покривала војску која је напредовала. 
Техника пузећег баража се заснивала на координацији артиљерије и пешадије, а артиљерија је требало да ватрено засипа простор непосредно испред пешадије која напредује. Другог дана битке француска 4. армија под заповедништвом Франсоа Антоана кренула је у напад источно од Ремса према Моронвилијеу. Немачка 1. армија Фрица фон Белова је лако одбила тај напад.
Нивел није могао да верује да његова стратегија не даје резултате, па је наставио са пуним нападима до 20. априла 1917. Мали територијални добици су постојали западно од Соасона. Иако је после тога смањен интензитет напада до 5. маја освојена је 4 километра дуга избочина Шемин де Дам. показало се да су мањи напади били успешнији од првих много већих напада.

## Последице
У тој операцији постигло се јако мало територијалних добитака. Било је замишљено да то буде операција којом ће се разбити фронт за 48 сати, али резултат није био ни близу тога. Друга француска дивизија је 3. маја одбила наређења да иде у напад. Коначно на крају је био изведен четвородневни напад који није дао резултате, па је Нивелова офанзива обустављена 9. маја 1917.
Иако су Немци имали 169.000 жртава, Французи су имали 187.000. Политичари и јавност били су утучени следом догађаја и грешака. Нивел је због тога смењен 16. маја. Заменио га је опрезнији Анри Петен, који није покушавао са великим офанзивама. После ове битке главни терет офанзивних напора на Западном фронту подузима британска војска, а нешто касније и америчке снаге.